# Silent Hill: Downpour
Silent Hill: Downpour est un jeu vidéo d'action-aventure de la série Silent Hill développé par Vatra Games et édité par Konami sur les consoles PlayStation 3 et Xbox 360.

## Synopsis
Murphy Pendleton se réveille au milieu de nulle part après un accident de bus. Prisonnier, il était transféré vers un autre pénitencier lorsque l'accident s'est produit, tuant les autres passagers du véhicule. Désormais en cavale, il atterrit dans la ville de Silent Hill…

## Système de jeu
Le gameplay subit une nouvelle refonte, puisque le joueur sera cette fois-ci obligé de faire des choix quant à sa relation avec les différents protagonistes de l'aventure, avec la possibilité de faire différentes quêtes annexes en supplément de la quête principale, qui s'adapteront selon la façon dont le joueur interagit avec ces personnages.

Les énigmes auront à nouveau plusieurs niveaux de difficulté, chose qui avait disparu de la série depuis Silent Hill 3, et la mise en scène différera quelque peu, ajoutant des plans caméra épaule aux plans fixes caractéristiques de la série.
À noter aussi une nouvelle gestion des armes, puisque pour se défendre le joueur devra se débrouiller avec des objets trouvés dans le décor (chaises, haches d'incendie…) qui finiront toujours à un moment ou à un autre par se casser. Murphy n'étant pas un combattant et ne pouvant transporter qu'un seul objet à la fois, il faudra préférer la fuite au combat. Les combats contre les boss se feront par QTE.

## Univers
Cet épisode se déroulera cette fois-ci dans le quartier sud-est de la ville, encore inexploré et l'histoire n'aura aucun rapport avec les précédents opus de la série.
De la même manière que Silent Hill: Shattered Memories prenait comme éléments le froid et la glace dans la représentation de l'univers alterné, c'est ici la pluie et l'eau qui seront à l'honneur, et les mondes alternés ne seront plus des modifications de l'environnement mais des niveaux complètement à part.

Le monde sera ouvert, et parcouru par un réseau de téléphérique et de métro permettant de se déplacer plus rapidement d'un bord à l'autre de la ville.
Les développeurs ont estimé qu'il faudrait environ une dizaine d'heures pour achever le jeu en complétant toutes les missions secondaires et en visitant entièrement la ville, ce qui est une moyenne assez basse pour un survival horror.